# Скало Тарзија (Козенца)
Скало Тарзија је насеље у Италији у округу Козенца, региону Калабрија.
Према процени из 2011. у насељу је живело 178 становника. Насеље се налази на надморској висини од 89 м.